# Cyrtandra caudatisepala
Cyrtandra caudatisepala là một loài thực vật có hoa trong họ Tai voi. Loài này được H.St.John mô tả khoa học đầu tiên năm 1966.